# Peter Winge
Peter Winge, född 1722 i Linde socken, död 21 april 1788 i Linköping. Han var en svensk tenngjutare i Linköping.

## Biografi
Winge flyttade 1760 till Sankt Lars kvarter 77 i Linköping och blev gesäll hos tenngjutaren Johan Ringeltaube. 1761 började Winge arbeta som självständig tenngjutare och tog då över Ringeltaubs verkstad. Familjen flyttade 1765 till Sankt Lars kvarter 78 i Linköping. Familjen flyttade senast 1783 till Sankt Lars kvarter 22.

### Familj
Winge gifte sig 1764 med Margareta Hall (född 1738). De fick tillsammans barnen Carl Gustaf (född 1765) och Jan Peter (född 1775).

### Medarbetare
- 1764 - Elg. Han var gesäll hos Winge.
- 1762-1764 - Lars. Han var lärogosse hos Winge.
- 1765 - Åkerman. Han var gesäll hos Winge.
- 1765 - Per. Han var lärogosse hos Winge.
- 1766 - Eric. Han var gesäll hos Winge.
- 1766 - Gustaf. Han var lärogosse hos Winge.
- 1767 - Per. Han var lärogosse hos Winge.
- 1768, 1772 - Anders Stockhaus. Han var gesäll hos Winge.
- 1768 - Pil. Han var lärogosse hos Winge.
- 1771 - Hör. Han var gesäll hos Winge.